# Liste der Konzentrationslager des Deutschen Reichs
Die Liste der Konzentrationslager des Deutschen Reichs enthält Konzentrationslager und KZ-Vernichtungslager während der Zeit des Nationalsozialismus. Ebenso listet sie jene Tötungsanstalten auf, in welche KZ-Häftlinge zur Ermordung deportiert wurden.
Zur Abgrenzung vom streng definierten KZ-System der Nationalsozialisten werden auch die Vernichtungslager der „Aktion Reinhardt“ sowie Jugend-Haftstätten, Durchgangslager und weitere NS-Lager angeführt.

## Vorgeschichte
Die Vorgeschichte der Konzentrationslager bildeten die von Historikern sog. Frühen Konzentrationslager. Sie werden heute u. a. auch als „wilde“ Konzentrationslager bezeichnet. Es waren jene Lager, die ab 1933, nach der Machtübernahme Adolf Hitlers im Deutschen Reich, unsystematisch eingerichtet wurden, meist provisorisch an bestehenden Orten. Sie hatten das Ziel, verhaftete politische Gegner der NSDAP einzusperren und dadurch zu entmachten, existierten meist bis zu drei Jahren und standen unter der Leitung von SA, SS, Gestapo, Innenministerium usw.
Die frühen KZ unterstanden nicht der IKL, da diese erst später gegründet wurde. Einige wurden später in das große Lager-System der SS aufgenommen.
Sonderfall ist hier das KZ Dachau, das bis Kriegsende betrieben wurde und Prototyp der späteren KZ-Stammlager war.

### Frühe Konzentrationslager
| Name                              | Standort (heutiger Staat) | Typ | Zeit                                                                             | Geschätzte Anzahl der Inhaftierten                                               | Geschätzte Anzahl der Toten                    |
| --------------------------------- | ------------------------- | --- | -------------------------------------------------------------------------------- | -------------------------------------------------------------------------------- | ---------------------------------------------- |
| Ahrensbök                         | Deutschland               | frühes KZ der SA – ging aus dem KZ Eutin hervor | Oktober 1933 bis Mai 1934                                                        | 300                                                                              | 0                                              |
| Alt-Daber                         | Deutschland               | frühes KZ der SA | April 1933 bis Juli 1933                                                         |                                                                                  |                                                |
| Bad Sulza                         | Deutschland               | frühes KZ der SA / Innenministerium | November 1933 bis Juli 1937                                                      | 800                                                                              |                                                |
| Benninghausen                     | Deutschland               | frühes KZ der SA | März bis September 1933                                                          | 344                                                                              | unbekannt                                      |
| Börnicke                          | Deutschland               | frühes KZ der SA | Mai bis Juli 1933                                                                | mindestens 79                                                                    | mindestens 10                                  |
| Bredow                            | Deutschland (Polen)       | frühes KZ der SS | 20. Oktober 1933 bis 11. März 1934                                               | 40                                                                               |                                                |
| Brandenburg an der Havel          | Deutschland               | frühes KZ, später Tötungsanstalt der Aktion T4 | August 1933 bis Februar 1934                                                     | 1.000–1.200                                                                      | 3 (mindestens)                                 |
| Breitenau                         | Deutschland               | frühes KZ, später „Arbeitserziehungslager“ | Juni 1933 bis März 1934 bzw. 1940–1945                                           | 470 bzw. 8.500                                                                   |                                                |
| Breslau-Dürrgoy                   | Deutschland (Polen)       | frühes KZ, „Privatlager“ Edmund Heines | April bis August 1933                                                            | 200–400                                                                          |                                                |
| Bochum                            | Deutschland               | Führungslager der Bochumer SA-Standarte 17, siehe auch NS-Zwangsarbeit in Bochum und Wattenscheid sowie Bochumer Verein#Zeit des Nationalsozialismus und Zweiter Weltkrieg | wahrscheinlich März 1933 bis Mitte 1933 / Anfang 1934 (verschiedenen Angaben)    |                                                                                  |                                                |
| Colditz                           | Deutschland               | frühes KZ der SA und SS | 21. März 1933 bis 18. August 1934 ab 31. März 1934 Außenlager des KZ Sachsenburg | 2311                                                                             |                                                |
| Columbia-Haus                     | Deutschland               | frühes KZ der Gestapo | Dezember 1934 bis Dezember 1936                                                  | 10.000                                                                           |                                                |
| Dachau                            | Deutschland               | Erstes KZ der SS, Prototyp | März 1933 bis April 1945                                                         | 200.000                                                                          | etwa 41.500                                    |
| Elsterberg                        | Deutschland               | frühes KZ im Gefängnis des Amtsgerichts Elsterberg | Anfang März 1933 bis 19. April 1933                                              | unbekannte Anzahl von politischen Gegnern, zehn Personen namentlich nachgewiesen | unbekannt                                      |
| Emslandlager                      | Deutschland               | frühes KZ (mehrere Teillager: KZ Börgermoor, KZ Neusustrum, KZ Esterwegen), ab 1936 Strafgefangenenlager                                                                   | Juni 1933 bis 1945                                                               | 80.000 KZ-Häftlinge und Strafgefangene, 100.000–180.000 Kriegsgefangene          | 30.000 überwiegend sowjetische Kriegsgefangene |
| Eutin                             | Deutschland               | frühes KZ der SA | ca. Juli 1933 bis Mai 1934                                                       | 259                                                                              | 0                                              |
| Heuberg                           | Deutschland               | frühes KZ | März bis Dezember 1933                                                           | 3.500 – 4.000                                                                    | mindestens 1                                   |
| Hohnstein                         | Deutschland               | frühes KZ der SA | März 1933 bis August 1934                                                        | 5.600                                                                            | unbekannt                                      |
| Kemna                             | Deutschland               | frühes KZ | Juni 1933 bis Januar 1934                                                        | 2.500–3.000                                                                      | 4                                              |
| Kislau                            | Deutschland               | frühes KZ des badischen Innenministeriums | April 1933 bis April 1939                                                        |                                                                                  | 1                                              |
| Königstein-Halbestadt             | Deutschland               | frühes KZ der SA – ging später in KZ Hohnstein auf | 10. März bis Mai 1933                                                            | 215                                                                              | unbekannt                                      |
| Kuhlen                            | Deutschland               | frühes KZ | Juli bis Oktober 1933                                                            | 200                                                                              | 0                                              |
| Leschwitz                         | Deutschland               | frühes KZ | März bis August 1933                                                             | 1.000–1.500                                                                      | unbekannt                                      |
| Lichtenburg                       | Deutschland               | Männer-, dann Frauen-Konzentrationslager | Juni 1933 bis Mai 1939                                                           |                                                                                  |                                                |
| Meissnershof                      | Deutschland               | frühes KZ, Außenstelle des KZ Börnicke | Februar 1933 bis Juni 1933                                                       |                                                                                  |                                                |
| Mißler                            | Deutschland               | frühes KZ der SA und SS | März bis September 1933                                                          | 148 später 300                                                                   |                                                |
| Neustadt an der Haardt            | Deutschland               | frühes KZ („Schutzhaft-, Arbeits- und Internierungslager“), heute befindet sich die Gedenkstätte für NS-Opfer in Neustadt auf dem Gelände der Turenne-Kaserne              | März bis Juni 1933                                                               | gegen 500                                                                        | keine                                          |
| Nohra                             | Deutschland               | Frühes KZ | 3. März bis 1. Oktober 1933                                                      | 260                                                                              |                                                |
| Ulm, Oberer Kuhberg               | Deutschland               | Frühes KZ | November 1933 bis Juli 1935                                                      | ca. 600                                                                          | 0                                              |
| Oederan                           | Deutschland               | Frühes KZ | März 1933 bis April 1933                                                         | 80                                                                               | unbekannt                                      |
| Oranienburg                       | Deutschland               | Sammellager | März 1933 bis Juli 1934                                                          | 3.000                                                                            | 16 (mindestens)                                |
| Osthofen                          | Deutschland               | Sammellager „Umerziehungslager“ | März 1933 bis Juli 1934                                                          | 3.000                                                                            | keine                                          |
| SA-Gefängnis Papestraße           | Deutschland               | frühes KZ der SA | März 1933 bis Dezember 1933                                                      | ca. 2.000                                                                        | ca. 30                                         |
| Perleberg                         | Deutschland               | frühes KZ der SA und SS | Mai bis Juni 1933                                                                | 34                                                                               | keine                                          |
| Plaue                             | Deutschland               | frühes KZ der SA und SS | 9. März bis 10. Juni 1933                                                        | 600                                                                              | keine                                          |
| Sachsenburg                       | Deutschland               | frühes KZ der SA | Juni 1933 bis Juli 1937                                                          | 2.000                                                                            | 11 (mindestens)                                |
| Sonnenburg                        | Deutschland (Polen)       | frühes KZ | April 1933 bis April 1934                                                        | 1.000                                                                            |                                                |
| Senftenberg                       | Deutschland               | frühes KZ | Juni 1933 bis August 1933                                                        | 265                                                                              |                                                |
| Wasserturm Berlin-Prenzlauer Berg | Deutschland               | frühes KZ der SA | März 1933 bis Juni 1933                                                          |                                                                                  |                                                |
| Vechta                            | Deutschland               | Schutzhaftlager | 10. Juli 1933 bis Juli 1934                                                      | 100                                                                              | 0                                              |
| Wittmoor                          | Deutschland               | frühes KZ der SA | März bis Oktober 1933                                                            |                                                                                  |                                                |
| Zschorlau                         | Deutschland               | frühes KZ | 21. April 1933 bis 10. Juli 1933                                                 | 207                                                                              |                                                |

## Konzentrationslager der IKL bzw. des WVHA
Die Konzentrationslager, die von der Inspektion der Konzentrationslager (IKL) gegründet wurden und zumeist bis Kriegsende Bestand hatten, sind im engeren Sinn gemeint, wenn von „Konzentrationslager“ die Rede ist.
Nach einem Befehl Himmlers durften nur solche Lager offiziell als Konzentrationslager bezeichnet werden, die der IKL (später dem Wirtschafts-Verwaltungshauptamt, WVHA) unterstellt waren.
Charakteristisch für diesen Lagertyp ist neben dem Unterstellungsverhältnis (IKL/WVHA) insbesondere die nach dem „Dachauer Modell“ geformte Struktur der späteren KZ. Es galt die von Theodor Eicke in Dachau erarbeitete KZ-Lagerordnung.
| Name                                                     | Standort (heutiger Staat)  | Typ                                                    | Zeit | Geschätzte Anzahl der Inhaftierten | Geschätzte Anzahl der Toten                                                                                       |
| -------------------------------------------------------- | -------------------------- | ------------------------------------------------------ | --- | ---------------------------------- | --- |
| Arbeitsdorf-Fallersleben                                 | Deutschland                | Konzentrationslager                                    | April bis Oktober 1942                                                                                        | ca. 1.200                          | |
| Auschwitz-Stammlager                                     | Polen                      | Konzentrationslager                                    | Mai 1940 bis Januar 1945                                                                                      |                                    | siehe Birkenau |
| Auschwitz-Birkenau                                       | Polen                      | Konzentrations- und Vernichtungslager                  | Oktober 1941 bis Januar 1945                                                                                  | 400.000                            | 1,1 bis 1,5 Millionen                                                                                             |
| Auschwitz-Monowitz                                       | Polen                      | Konzentrationslager                                    | Ende 1942 bis Januar 1945                                                                                     |                                    | siehe Birkenau |
| Bergen-Belsen                                            | Deutschland                | Konzentrationslager                                    | April 1943 bis April 1945                                                                                     | 120.000                            | 70.000 |
| Buchenwald                                               | Deutschland                | Konzentrationslager                                    | Juli 1937 bis April 1945                                                                                      | 250.000                            | 56.000 |
| Dachau                                                   | Deutschland                | Konzentrationslager (Prototyp)                         | März 1933 bis April 1945                                                                                      | 200.000                            | etwa 41.500 |
| Flossenbürg                                              | Deutschland                | Konzentrationslager                                    | Mai 1938 bis April 1945                                                                                       | mindestens 100.000                 | 30.000 |
| Groß-Rosen                                               | Deutschland (Polen)        | Konzentrationslager                                    | August 1940 bis Februar 1945                                                                                  | 125.000                            | 40.000 |
| Gusen                                                    | Österreich                 | Konzentrationslager                                    | Mai 1940 bis April 1945                                                                                       | 60 - 70.000                        | 44.602 |
| Herzogenbusch-Vught                                      | Niederlande                | Konzentrationslager                                    | Januar 1943 bis September 1944                                                                                | 31.000                             | 749 |
| Hinzert                                                  | Deutschland                | SS-Sonderlager, Durchgangslager, 'Eindeutschungslager' | Juli 1940 bis März 1945                                                                                       | 14.000                             | mindestens 302 |
| Riga-Kaiserwald                                          | Lettland                   | Konzentrationslager                                    | März 1943 bis September 1944                                                                                  | 15.000                             | |
| Kauen                                                    | Litauen                    | Konzentrationslager                                    | September 1943 bis Juli 1944                                                                                  | 17.000                             | 18.500–30.000 |
| Majdanek-Lublin                                          | Polen                      | Konzentrations- und Vernichtungslager                  | Juli 1941 bis Juli 1944                                                                                       | 10 - 25.000                        | 78.000 |
| Mauthausen                                               | Österreich                 | Konzentrationslager                                    | August 1938 bis Mai 1945                                                                                      | 195.000                            | mindestens 95.000 (mit Gusen)                                                                                     |
| Mittelbau                                                | Deutschland                | Konzentrationslager                                    | August 1943 bis April 1945                                                                                    | 60.000                             | mindestens 20.000                                                                                                 |
| Moringen                                                 | Deutschland                | Frauen-Konzentrationslager                             | Juni 1933 bis März 1938                                                                                       | 1.350                              | |
| Natzweiler/Struthof, Fortführung in Guttenbach/Neckarelz | Frankreich                 | Konzentrationslager                                    | Mai 1941 bis September 1944, danach eine nominelle Fortführung im Konzentrationslager Neckarelz bis März 1945 | 52.000                             | 22.000 |
| Neuengamme                                               | Deutschland                | Konzentrationslager                                    | Dezember 1938 bis Mai 1945                                                                                    | 106.000                            | 55.000 |
| Niederhagen / Wewelsburg                                 | Deutschland                | Konzentrationslager                                    | September 1941 bis Frühjahr 1943                                                                              | 3.900                              | 1.285 |
| Plaszow                                                  | Polen                      | Konzentrationslager                                    | Dezember 1942 bis Januar 1945                                                                                 | (mindestens 150.000)               | 8.000 |
| Ravensbrück                                              | Deutschland                | Frauen-Konzentrationslager                             | Mai 1939 bis April 1945                                                                                       | 150.000                            | 20.000–30.000 |
| Sachsenhausen                                            | Deutschland                | Konzentrationslager                                    | Juli 1936 bis April 1945                                                                                      | mindestens 200.000                 | mindestens 30.000–40.000 (20.500 namentlich bekannte + 10.000–13.000 sowjetische Kriegsgefangene + weitere Opfer) |
| Stutthof                                                 | Freie Stadt Danzig (Polen) | Konzentrationslager                                    | September 1939 bis Mai 1945                                                                                   | 110.000                            | 65.000 |
| Vaivara                                                  | Estland                    | Konzentrationslager                                    | September 1943 bis März(?) 1944                                                                               | 20.000                             | 950 |
| Warschau                                                 | Polen                      | Konzentrationslager                                    | Juli 1943 bis Juli 1944                                                                                       | 40.000                             | 20.000 |

### Konzentrationslager, das der Gestapo unterstand
- KZ Hohenbruch bei Hohenbruch (bis 1938 Lauknen, seit 1946 Gromowo/Гро́мово) im damaligen Ostpreußen war ein von August 1939 bis Januar 1945 bestehendes Konzentrationslager, das der Gestapo in Königsberg unterstand.

### Übersicht der KZ-Außenlager und KZ-Außenkommandos
Die folgenden Listen beinhalten sowohl dauerhaft errichtete Außenlager (Lager mit Häftlings-Wohnstätten und SS-Wachtürmen), als auch temporäre Außenkommandos. KZ-Außenkommandos waren mobile KZ-Häftlingskommandos, die von der SS z. B. bei der Bombenräumung eingesetzt wurden (Bsp. KZ-Außenkommando SS-Baubrigade).
- Liste der Außenlager des KZ Auschwitz I (Stammlager)
- Liste der Außenlager des KZ Buchenwald
- Liste der Außenlager des KZ Dachau, ca. 169 Außenkommandos und -lager
- Liste der Außenlager des KZ Flossenbürg
- Liste der Außenlager des KZ Groß-Rosen
- Liste der Außenlager des KZ Hinzert
- Liste der Außenlager des KZ Majdanek
- Liste der Außenlager des KZ Mauthausen
- Liste der Außenlager des KZ Mittelbau
- Liste der Außenlager des KZ Natzweiler-Struthof
- Liste der Außenlager des KZ Neuengamme
- Liste der Außenlager des KZ Ravensbrück
- Liste der Außenlager des KZ Riga-Kaiserwald
- Liste der Außenlager des KZ Sachsenhausen
- Liste der Außenlager des KZ Stutthof, ca. 39 Außenkommandos und -lager
- Liste der Außenlager des KZ Plaszow

## Vernichtungslager
Lager, die der industrialisierten Vernichtung von Menschen dienten, werden von Historikern heute Vernichtungslager genannt.

### Vernichtungslager (innerhalb des KZ-Systems)
Zum Begriff Vernichtungslager zählen die Konzentrationslager Auschwitz-Birkenau und Majdanek (Lublin), die der IKL unterstellt waren. Bei diesen beiden KZ stand das Kriterium des fabrikmäßig organisierten Massenmordes im Vordergrund.
| Name/Bezeichnung                                   | Standort (heutiges Land) | Typ                                                      | Inbetriebnahme | Schließung/Befreiung | Geschätzte Anzahl der Toten |
| -------------------------------------------------- | ------------------------ | -------------------------------------------------------- | -------------- | -------------------- | --------------------------- |
| KZ Auschwitz-Birkenau, (auch Auschwitz II genannt) | Polen                    | Konzentrations-, Kriegsgefangenen- und Vernichtungslager | Oktober 1941   | Januar 1945          | 1,1 bis 1,5 Millionen       |
| KZ Majdanek (Lublin)                               | Polen                    | Konzentrations- und Vernichtungslager                    | Juli 1941      | Juli 1944            | 78.000                      |

### Vernichtungslager (nicht innerhalb des KZ-Systems)
Die o. g. KZ-Vernichtungslager Auschwitz und Majdanek hatten Verbrennungsöfen für die Leichen. Hingegen jene Vernichtungsstätten, die nicht im KZ-System errichtet worden waren, hatten nicht die Basis der vorhandenen Krematorien.
Bei diesen Vernichtungsaktionen, die nicht im System der KZ stattfanden, wurden die Leichen zunächst in Gruben verscharrt, später wurden diese Massengräber wieder geöffnet und die verwesten Leichen anschließend verbrannt (z. B. Sonderaktion 1005).
Ein weiterer Unterschied war, dass keine Selektionen an der Rampe stattfanden, sondern alle dorthin deportierten Häftlinge ermordet wurden. Die Orte waren reine Todesfabriken.

#### Vernichtungslager
| Name                             | Standort (heutiges Land) | Typ               | Zeit                                                    | Geschätzte Anzahl der Inhaftierten | Geschätzte Anzahl der Toten |
| -------------------------------- | ------------------------ | ----------------- | ------------------------------------------------------- | ---------------------------------- | --------------------------- |
| Vernichtungslager Kulmhof        | Polen                    | Vernichtungslager | Dezember 1941 bis April 1943 April 1944 bis Januar 1945 |                                    | mindestens 160.000          |
| Vernichtungslager Maly Trostinez | Belarus                  | Vernichtungslager | Mai 1942 bis Juli 1944                                  |                                    | 40.000–60.000               |

#### Vernichtungslager derAktion Reinhardt
In den Lagern der „Aktion Reinhardt“ wurden zusammengerechnet mehr Menschen ermordet als in Auschwitz.
| Name                        | Standort (heutiges Land) | Typ                                  | Zeit                        | Geschätzte Anzahl der Inhaftierten | Geschätzte Anzahl der Toten              |
| --------------------------- | ------------------------ | ------------------------------------ | --------------------------- | ---------------------------------- | ---------------------------------------- |
| Vernichtungslager Belzec    | Polen                    | Vernichtungslager (Aktion Reinhardt) | März bis Dezember 1942      |                                    | 434.508 Juden 1.000–1.500 Polen          |
| Vernichtungslager Sobibor   | Polen                    | Vernichtungslager (Aktion Reinhardt) | Mai 1942 bis Oktober 1943   |                                    | 250.000                                  |
| Vernichtungslager Treblinka | Polen                    | Vernichtungslager (Aktion Reinhardt) | Juli 1942 bis November 1943 |                                    | mindestens 713.000 bis zu 1,1 Millionen. |

## Sonderfall:Tötungsanstalten
Einen Sonderfall bilden die u.g. Tötungsanstalten, in welche KZ-Häftlinge deportiert und dort ermordet wurden.

### Aktion T4 (Ermordung von behinderten Menschen), 1940 bis 1941
In den Tötungsanstalten fanden die Krankenmorde im Nationalsozialismus statt. Zwischen 1940 und 1941 ließ das NS-Regime mehr als 70.000 Menschen mit geistigen und körperlichen Behinderungen ermorden. Nach Protesten in der Bevölkerung wurde die „Aktion T4“ eingestellt, mit der „Aktion Brandt“ jedoch dezentral weitergeführt.
| Anstalt | Ort                 | 1940   | 1941   | Getötete Menschen |
| ------- | ------------------- | ------ | ------ | ----------------- |
| A       | Schloss Grafeneck   | 9.839  | –      | 9.839             |
| B       | Brandenburg         | 9.772  | –      | 9.772             |
| Be      | Bernburg            | –      | 8.601  | 8.601             |
| C       | Schloss Hartheim    | 9.670  | 8.599  | 18.269            |
| D       | Schloss Sonnenstein | 5.943  | 7.777  | 13.720            |
| E       | Hadamar             | –      | 10.072 | 10.072            |
| gesamt  |                     | 35.224 | 35.049 | 70.273            |

In der Hartheimer Statistik der Aktion T4 sind diese Zahlen monatsweise aufgelistet. Die sechs NS-Tötungsanstalten bezeichnete die NS-Tarnsprache als „Anstalten“. Von 1940 bis zum 1. September 1941 wurden insgesamt 70.273 Menschen durch Gas getötet, (Tarnsprache: „desinfiziert“).
Herbert Lange leitete 1940 bis 1941 das Sonderkommando Lange, das in weiteren Tötungsanstalten mindestens 6.219 polnische und deutsche Patienten mittels Gaswagen ermordete, damals als 'Räumung von Heilanstalten" bezeichnet. Anschließend wurde er, ab Dezember 1941, Kommandant des Vernichtungslagers Kulmhof.
Ähnlich wie Herbert Lange wurden mehr als 100 Personen, die bei den Euthanasie-Morden tätig waren, als „Fachpersonal“ für spätere Vernichtungslager übernommen.

### Aktion 14f13 (Ermordung von „nicht arbeitsfähigen“ KZ-Häftlingen), 1941 bis 1944
Nachdem die Ermordung von behinderten Menschen zunächst eingestellt worden war, wurde „Häftlingseuthanasie“ betrieben. Zwischen 1941 und 1944 begutachteten SS-Ärzte die Arbeitsleistung von KZ-Häftlingen. Die SS konnte nun Häftlinge als „Invaliden“ einstufen, sobald sie krank, alt oder auch nur missliebig waren. Den Häftlingen wurde vorgetäuscht, sie kämen mittels „Invalidentransporten“ zur Erholung in ein Sanatorium. Jedoch wurden sie in Tötungsanstalten (Bernburg, Sonnenstein, Hartheim) deportiert. Etwa 20.000 Häftlinge wurden umgebracht.

### Aktion Brandt (Dezentral durchgeführte Ermordung von Insassen von Heil- und Pflegeanstalten), 1943 bis 1945
Um für kriegsverwundete Soldaten Bettenplätze in Heil- und Pflegeanstalten freizumachen, wurden ab etwa 1943 deren Patienten verlegt, jedoch auch in großem Maßstab dezentral ermordet. Bei dieser Aktion hatte Karl Brandt, Generalkommissar für das Sanitäts- und Gesundheitswesen, eine leitende Funktion. Zu den bekanntesten Aufnahme- und damit auch Tötungsanstalten gehörten in diesem Zusammenhang
- Am Steinhof in Wien,
- Heil- und Pflegeanstalt Niedernhart in Linz
- Eichberg, Eltville am Rhein
- Heil- und Pflegeanstalt Großschweidnitz, Großschweidnitz,
- Tötungsanstalt Hadamar
- Kalmenhof bei Idstein,
- Kloster Irsee bei Kaufbeuren,
- Heil- und Pflegeanstalt Obrawalde, Meseritz,
- Gauheilanstalt Tiegenhof bei Gnesen.

Die Anzahl Opfer ist aufgrund fehlender Aktenlage ungewiss, es wird von mindestens 30.000 Getöteten ausgegangen.

## KZ-ähnliche Lager, die Abgrenzungsproblematik
Sonstige KZ-ähnliche Lager umfassen im Prinzip fast sämtliche Gefangenenlager im Deutschen Reich während der Zeit der Hitler-Diktatur. Hierzu zählen beispielsweise Arbeitserziehungslager, Kriegsgefangenenlager oder Zwangsarbeiterlager. Diese Lager sind aufgrund der ethnischen („rassischen“) Hierarchisierung der Gefangenen der Nationalsozialisten schwierig zu typisieren. Gemeinsam ist ihnen, dass der Gefangenstatus meist nicht auf einem Gerichtsurteil basiert (vgl. Schutzhaft, Gestapo, RAD). So wurden westalliierte Kriegsgefangene als Angehörige der „nordischen Rasse“ in der Regel in Wehrmachtsgefangenenlagern deutlich besser behandelt als die Soldaten der Roten Armee. Es konnte auch eine Rolle spielen, dass in den Händen der Westalliierten zunächst höhere Zahlen deutscher Gefangener vermutet wurden, deren Status als Kriegsgefangener nicht gefährdet werden sollte. Die Sowjetsoldaten wurden dagegen in vorgeblichen Gefangenenlagern unter Bedingungen eingesperrt, die sich von einem Konzentrationslager nicht unterschieden. Schon bei der Gründung des KZ Auschwitz II ging es um die Unterbringung von Rotarmisten. Auch die der Gestapo unterstellten Arbeitserziehungslager unterschieden sich gegen Kriegsende nur noch dem Namen nach von einem KZ-Außenlager. Die dort von Polizeigerichten zur Strafe verhängten Urteile entsprangen keiner ordentlichen Gerichtsbarkeit. Hier kam es auch häufig zu Namens- und Zuständigkeitsänderungen der betreffenden Lager.
Nachfolgend wird ein Teil der sonstigen NS-Haftstätten genannt, die keine Vernichtungslager waren. Allerdings kann die Zahl der dort Ermordeten oder der Todesopfer auf Grund der Haftbedingungen enorm gewesen sein. Die Gesamtanzahl der NS-Lager betrug lt. einer amerikanischen Holocauststudie aus dem Jahr 2013 über 40.000.

### Durchgangslager
Durchgangslager waren Sammellager, in die Häftlinge meist jüdischer Herkunft gesperrt wurden, die in die Vernichtungslager deportiert werden sollten. Der ebenfalls dafür verwendete Begriff Sammellager entspricht sachlich dem Begriff Konzentrationslager.
| Name                      | Standort (heutiges Land) | Typ                                                  | Zeit                                              | Geschätzte Anzahl der Inhaftierten | Geschätzte Anzahl der Toten |
| ------------------------- | ------------------------ | ---------------------------------------------------- | ------------------------------------------------- | ---------------------------------- | --------------------------- |
| Fort Breendonk            | Belgien                  | Durchgangslager, teilweise auch Langzeithäftlinge    | September 1940 bis August 1944                    | 3.500–4.000                        | 300?                        |
| Mechelen                  | Belgien                  | Sammel- und Durchgangslager                          | Juli 1942 bis September 1944                      | 25.300                             | 1.221                       |
| Drancy                    | Frankreich               | Sammel- und Durchgangslager                          |                                                   |                                    |                             |
| Fünfbrunnen (Pafemillen)  | Luxemburg                | „Jüdisches Altersheim“, anschließend Durchgangslager | Juli 1941 bis April 1943                          | 300                                | über 20                     |
| Nováky                    | Slowakei                 | Sammel- und Durchgangslager                          |                                                   |                                    |                             |
| Risiera di San Sabba      | Italien                  | Sammel- und Durchgangslager, StaLag, Polizeilager    | Oktober 1943 bis April 1945                       | 20.000–25.000                      | 3.000–5.000                 |
| Konzentrationslager Sereď | Slowakei                 | Sammel- und Durchgangslager                          |                                                   |                                    |                             |
| Theresienstadt            | Tschechien               | Gestapo-Gefängnis Sammel- und Durchgangslager        | Juni 1940 bis Mai 1945 November 1941 bis Mai 1945 | 32.000 140.000                     | 2.500 35.000                |
| Westerbork                | Niederlande              | Sammel- und Durchgangslager                          | Oktober 1939 bis April 1945                       | 102.000                            |                             |
| Innsbruck-Reichenau       | Österreich               | Durchgangslager                                      | August 1941 bis 1945                              | 8.500                              | 130                         |
| Strasshof                 | Österreich               | Durchgangslager                                      |                                                   |                                    |                             |
| Pruszków                  | Polen                    | Durchgangslager                                      | August 1944 bis Januar 1945                       | 650.000                            | ?                           |

### Andere Lager
| Name | Standort (heutiges Land) | Typ               | Zeit                            | Geschätzte Anzahl der Inhaftierten | Geschätzte Anzahl der Toten          |
| --- | ------------------------ | ----------------- | ------------------------------- | ---------------------------------- | ------------------------------------ |
| „Judenreservat“ in Nisko, unter Leitung Adolf Eichmanns geplant als Durchgangslager für ein riesiges „Judenreservat“ | Polen                    | Lager der SS      | Oktober 1939 bis 14. April 1940 | 5.000                              | ? (Rücktransport von 501 Häftlingen) |
| Schutzhaftlager Welzheim                                                                                             | Deutschland              | Lager der Gestapo | 1935 bis April 1945             | mindestens 2.000                   | (7)                                  |
| Zwangslager Berlin-Marzahn                                                                                           | Deutschland              |                   | Mai 1936 bis 1937               |                                    |                                      |

- Frauen-KZ Cottbus, ab 1936

### Jugendhaftstätten
| Name                 | Standort (heutiges Land) | Typ                                                                             | Zeit                          | Geschätzte Anzahl der Inhaftierten | Geschätzte Anzahl der Toten |
| -------------------- | ------------------------ | ------------------------------------------------------------------------------- | ----------------------------- | ---------------------------------- | --------------------------- |
| Moringen             | Deutschland              | Jugendkonzentrationslager für Jungen                                            | 1940 bis April 1945           | 1.400                              | mindestens 89               |
| Uckermark            | Deutschland              | Jugendkonzentrationslager für Mädchen und junge Frauen                          | Juni 1942 bis April 1945      | unbekannt                          | unbekannt                   |
| Litzmannstadt (Łódź) | Polen                    | Jugendkonzentrationslager für polnische und tschechische Kinder und Jugendliche | Dezember 1942 bis Januar 1945 | unbekannt                          | 500?                        |

### Sonstige NS-Lager
- In der separaten Liste der Sammellager/Ghettos in der Zeit des Nationalsozialismus werden meist Lager, Stadtteile oder Orte aufgezählt, die bei ihrer Errichtung bereits vorübergehend als Sammellager, z. B. im Rahmen der Aktion Reinhardt als Teilschritt der so genannten Endlösung der Judenfrage geplant waren. Es handelt sich dabei um mindestens weitere 600 Sammellager, eher 950.

| Name                               | Standort (heutiges Land) | Typ                                                                                                | Zeit                             | Geschätzte Anzahl der Inhaftierten                              | Geschätzte Anzahl der Toten (Opfergruppen)                                                                     |
| ---------------------------------- | ------------------------ | -------------------------------------------------------------------------------------------------- | -------------------------------- | --------------------------------------------------------------- | --- |
| Fort Goeben                        | Frankreich               | „SS-Sonderlager“                                                                                   | Oktober 1943 bis August 1944     | 1.500–1.800 Widerstandskämpfer und andere                       | mindestens 36                                                                                                  |
| Bozen                              | Italien                  | „Polizeidurchgangslager“                                                                           | Juli 1944 bis April 1945         | 15.000 „Politische“, Juden und andere                           | mindestens 20                                                                                                  |
| Chaidari                           | Griechenland             | "Konzentrations- und Durchgangslager"                                                              | Oktober 1943 bis 1944            | 20.000 Widerstandskämpfer und Juden                             | mind. 1.800 |
| Lemberg-Janowska                   | Ukraine                  | Zwangsarbeitslager; Massenmordstätte                                                               | September 1941 bis November 1943 |                                                                 | 100.000–200.000 (meist Juden)                                                                                  |
| Lackenbach                         | Österreich               | „Polizeidurchgangslager“, Zwangsarbeit                                                             | November 1940 bis 1945           |                                                                 | (Roma, Juden)                                                                                                  |
| Hodonín                            | Tschechien               | Zigeunerlager (Protektorat Böhmen und Mähren)                                                      | Juli 1940 bis 1945               |                                                                 | (Roma) |
| Lety                               | Tschechien               | Zigeunerlager (Protektorat Böhmen und Mähren)                                                      | Dezember 1939 bis 1945           |                                                                 | (Roma) |
| Gurs                               | Frankreich               | Internierungslager (Vichy-Frankreich)                                                              | 1939–1944                        |                                                                 | (Diverse) |
| Le Vernet                          | Frankreich               | Internierungslager (Vichy-Frankreich)                                                              | 1939–1944                        |                                                                 | (Diverse) |
| Jasenovac                          | Kroatien                 | Arbeits-, Vernichtungs- und Konzentrationslagerkomplex, davon drei Kinderlager (Ustascha-Kroatien) | Ende 1941 bis 1945               | insgesamt ca. 1.000.000, davon gleichzeitig maximal 3.000–5.000 | mindestens 80.000 und bis zu mehreren 100.000 (Serben, Juden, Muslime, Roma und orthodox-katholische; Kroaten) |
| Neue Bremm                         | Saarbrücken, Deutschland | Arbeitslager; „Erweitertes Polizeigefängnis“ (Gestapo)                                             | 1940–1945                        | 20.000                                                          | mehrere 100 |
| Pavlos Melas                       | Griechenland             | Polizeihaftlager des SD                                                                            | 1941–1944                        |                                                                 | (Geiseln, Juden, Kommunisten)                                                                                  |
| Sicherungslager Schirmeck-Vorbruck | Frankreich               | „Sicherungslager“ oder „Erziehungslager“ für Elsässer und Lothringer                               | August 1940 bis 1944             | 15.000–25.000                                                   | mindestens 76, Schätzungen bis 500                                                                             |
| Internierungslager Skrochowitz     | Tschechien               | Internierungslager (Reichsgau Sudetenland)                                                         | September 1939 bis?              |                                                                 | (Polen, Juden)                                                                                                 |